# Токугава Тадатэру
Токугава Тадатэру (松平 忠輝?, 16 февраля 1592 — 24 августа 1683) — японский даймё периода Эдо, шестой сын Токугавы Иэясу, первого сёгуна Японии из династии Токугава (1603—1605).

## Биография
Родился в замке Эдо в год Дракона. Его матерью была Леди Тяа, наложница Иэясу. В детстве его звали Тацутийо. Токугава Иэясу отправил сына на воспитание своему вассалу Минагава Хиротэру, даймё домена Минагава в провинции Симоцукэ.
В 1599 году Токугава Иэясу пожаловал ему во владение поместье Фукая-хан в провинции Мусаси. Был избран наследником Мацудайра (Нагасава) Ясутада. В 1602 году получил во владение от отца домен Сакура-хан в провинции Симоса, в 1603 году был переведен в домен Каванакадзима-хан в провинции Синано.
Токугава Тадатэру был женат на Датэ Ирохе, старшей дочери Датэ Масамунэ, даймё Сэндай-хана. В 1610 году Тадатэру получил во владение от своего старшего брата, второго сёгуна Токугавы Хидэтады, домен Такада-хан в провинции Этиго.
Интересовался боевыми искусствами, чайными церемониями и отношениями с иностранцами.
В 1614 году во время зимней кампании под Осакой Токугава Тадатэру получил приказ оставаться в Эдо. Летом 1615 года по распоряжению сёгуна Хидэтады Тадатэру получил приказ принять участие во второй осакской кампании. Однако он медлил с тем, чтобы вступить в битву при Осака, вследствие чего в 1616 году был лишен земельной собственности (Такада-хана). Сёгун Токугава Хидэтада сослал его вначале в провинцию Исэ, затем в провинции Хида и Синано, где он оставался до самой смерти.
В августе 1683 года престарелый Токугава Тадатэру скончался в темнице замка Такасима.